# أولاد تاجي (العتامنة)
أولاد تاجي هو دُوَّار يقع بجماعة لعثامنة، إقليم بركان، جهة الشرق في المملكة المغربية. ينتمي الدوّار لمشيخة العتامنة التي تضم 7 دواوير. يقدر عدد سكانه بـ 1112 نسمة حسب الإحصاء الرسمي للسكان والسكنى لسنة 2004.

## روابط خارجية
- البوابة الوطنية للجماعات الترابية
- المندوبية السامية للتخطيط